# 巴西中西部地区

巴西中西部

巴西中西部（葡萄牙語：Região Centro-Oeste do Brasil），是巴西的5個地理分區之一，包括戈亞斯州、馬托格羅索州、南馬托格羅索州及聯邦區。總面積1,612,077.2平方公里，總人口13,357,154人（2009年），是巴西人口最少的地區。該區主要為高原，地勢較為平坦，農牧業發達，生產了全國46%的穀物、豆類和油籽。
- 巴西首都巴西利亞
- 馬托格羅索州的大豆生產